# Jean Marcel
Jean-Marcel Paquette (1941-2019), né à Montréal, Canada, davantage connu sous son nom de plume Jean Marcel, était professeur, essayiste, romancier et critique littéraire québécois.

## Biographie
Jean Marcel a fait ses études à l'Université McGill et au Centre d'études supérieures de civilisation médiévale de l'Université de Poitiers avant de devenir professeur de littérature médiévale au Département de littératures de la Faculté des lettres de l'Université Laval où il a travaillé entre 1968 et 2000.
Il a été membre du Conseil de la langue française du Québec de février 1978 à mai 1984. Cependant, en janvier 2000, il a fortement critiqué une publication de cet organisme québécois créé par la loi 101. 
Sa carrière d'écrivain débute en 1973 quand il publie Le joual de Troie, un essai percutant qui déconstruit le mythe du joual au Québec. Sa renommée s'agrandit avec la parution de Hypatie ou la fin des dieux, un ouvrage qui retrace le destin tragique d'Hypatie, célèbre philosophe et mathématicienne de l'Antiquité.
Écrivain prolifique, il a signé une vingtaine d'autres ouvrages, parmi lesquels se distingue sa réécriture du Ramakien, publié sous le titre Sous le signe du singe. Ce grand récit mythique thaïlandais, est la version siamisée du Ramayana, le plus ancien poème de l'Inde (env. 1000 ans av. J.-C.). Ce travail titanesque lui a pris 10 ans. 
Il a également traduit et interprété Le Chant de Gilgamesh, et les textes du Ring de Wagner. Ses domaines de prédilection étaient les récits mythologiques et la littérature du Moyen Âge. Il a vécu la dernière partie de sa vie en Thaïlande où il a poursuivi l'écriture de son œuvre et a fait rayonner la littérature québécoise. Il est décédé à l’hôpital Ramathibodi de Bangkok le 30 juin 2019.

## Honneurs
- 1974 : Prix Jean-Hamelin (Prix France-Québec) pour Le joual de Troie
- 1989 : Prix Molson du roman de l'Académie canadienne-française pour Hypatie ou la fin des dieux
- 1991 : Membre de la Société royale du Canada
- 2000 : Prix Victor-Barbeau de l'Académie des lettres du Québec pour Fractions 2

## Œuvres
- Rina Lasnier, Fides, 1965, essai
- Jacques Ferron malgré lui, Éditions du Jour, 1970, essaiRéédité en 1978
- Le Joual de Troie, Éditions du Jour, 1973, essaiPrix Jean-Hamelin (Prix France-Québec) 1974. Réédité en 1982 et 2008
- Le Chant de Gilgamesh, VLB éditeur, 1979, récitRécit sumérien traduit et adapté
- Poèmes de la mort : De Turold à Villon, 10/18, 1979, poésie
- La Chanson de Roland, VLB éditeur, 1981Version moderne en prose. Réédité en 1996
- Tristan et Iseut, Louise Courteau éditrice, 1982
- Hypatie ou la Fin des dieux, Leméac, 1989, romanPremier volet du Triptyque des temps perdus. Prix Molson du roman 1989 de l'Académie canadienne-française
- Jérôme ou De la traduction, Leméac, 1990, romanDeuxième volet du Triptyque des temps perdus. Finaliste du Prix du Gouverneur général du Canada
- L'Anneau du Nibelung de Wagner, VLB éditeur, 1990, théatreAdapté pour le théâtre
- Pensées, passions et proses, L'Hexagone, 1992
- Sidoine ou la Dernière Fête, Leméac, 1993, romanTroisième volet du Triptyque des temps perdus
- Des nouvelles de Nouvelle-France : Histoires galantes et coquines, Leméac, 1994, nouvellesRéédité en 2006
- Fractions 1, L'Hexagone, 1996, essai
- Fractions 2, L'Hexagone, 1999, essaiPrix Victor-Barbeau 2000 de l'Académie des lettres du Québec
- Sous le signe du singe, L'Hexagone, 2001, romanTraduction du Ramakien
- Lettres du Siam, L'Hexagone, 2002, correspondance
- Barlaam et Josaphat ou le Bouddha christianisé, (ISBN 9791091328418), édition illustrée, Scientrier, éditions Gope, 2016. Édition originale chez éditions Lanctôt, Montréal, 2004.Version française du XIIIe siècle traduite en français moderne.
- La Farce de Maître Pathelin, 2007Version moderne en prose
- Fractions 3, De Courberon, 2009, essai
- Fractions 4, De Courberon, 2010, essai
- Fractions 5, De Courberon, 2012, essai
- Histoires des pays d’or,  (ISBN 978-2-919122-53-0), Éditions Soukha, Paris, 2013, contes.
- La Chanson de Roland : Métamorphoses du texte. Essai d'analyse différentielle des sept versions, Éditions Paradigme, 2014, essaiPublié sous le nom « Jean-Marcel Paquette ». Présentation de l'éditeur
- Méditation de Thaïs : Carnet d'une expérience, Presses de l'Université Laval, 2014, essaiRéflexions nées de la pratique de la méditation vipassanā. Présentation de l'éditeur
- Histoires des pays d’or – tome II,  (ISBN 979-10-91328-54-8), édition illustrée, Éditions Gope, Scientrier, 2016, contes.